# Casa Guy and Margaret Fleming
La Casa Guy and Margaret Fleming (en inglés: Guy and Margaret Fleming House) es una casa histórica ubicada en San Diego, California. La Casa Guy and Margaret Fleming se encuentra inscrita  en el Registro Nacional de Lugares Históricos desde el 18 de junio de 1998. John Angel James, Fleming, Guy L diseñaron la Casa Guy and Margaret Fleming.
Guy Fleming era un naturalista y el custodio del parque de Torrey Pines Reserve.  Sirvió como guía durante la Exposición Panamá-California de 1915-16  y se destacó por sus esfuerzos de conservación en toda California, en particular su trabajo fundando los Parques Estatales del Desierto de Anza, Cuyamaca y Palomar. 
Margaret Eddy Fleming (1888-1977) fue una paisajista y naturalista. El sendero natural Margaret Fleming en el área de extensión de la reserva Torrey Pines fue nombrado en su honor.

## Ubicación
La Casa Guy and Margaret Fleming se encuentra dentro del condado de San Diego en las coordenadas 32°55′19″N 117°15′18″O / 32.921944, -117.255.